# Монстер Бастер Клаб
Монстер Бастер Клаб (англ. Monster Buster Club) або Клуб мисливців за монстрами — канадсько-французький науково-фантастичний мультсеріал спільного виробництва компаній Marathon Media та Image Entertainment Corporation, спільно з Jetix Europe та TF1.

## Сюжет
В місті Сінґл-Таун (Singletown) здавна діє таємна спільнота — Monster Buster Club. На допомогу їм на Землю прилітає ветеран клубу з планети Рапсодія-7 містер Гюго Сміт, та разом з ним прилітає його онучка  Кеті, яка стає повноцінним членом команди MBC. Клубу мисливців за монстрами доводиться відбивати атаки іншопланетян, та їхньою метою є знаходження іншопланетян злочинців, їх захоплення та відправлення  до міжгалактичної влади.

## Створення

### Mipcom Jr.
Монстер Бастер Клаб було вперше представлено публіці під час міжнародної виставки Mipcom Jr. у жовтні 2006 року. Marathon (тепер Zodiak Kids), виробнича компанія, представила свій останній анімаційний серіал.Маючи успіх таких мультсеріалів, як «Totally Spies!», «Martin Mystery» та «Team Galaxy», Marathon прагнула піти у сферу 3D-анімації. Мультсеріал привернув значну увагу на Mipcom Jr., ставши найпопулярнішою французькою програмою та посівши шосте місце за кількістю переглядів.

### Пілотний епізод (загублений)
Під час вивчення блогу режисера Жана-Луї Вандестока виявилася цікава інформація про ранню розробку Монстер Бастер Клаб. Було виявлено, що пілотний епізод серіалу було створено іншою анімаційною студією CGI у 2005 році, ще до участі Marathon. На жаль, подробиці про студію, відповідальну за пілот, залишаються невідомими. Незважаючи на ретельні веб-дослідження, жодної інформації чи слідів пілота знайти не вдалося. Однак Вандесток зазначив, що деякі зображення з пілотної серії раніше були доступні на офіційному веб-сайті Monster Buster Club до прем'єри серіалу у Франції.

### Анімаційна розробка
Для започаткування процесу виробництва та створення характерного художнього стилю, Макс Малео, керівник анімації, вирушив до Індії. Його основні цілі включали визначення візуального напрямку серіалу та вдосконалення параметрів для анімації. Примітно, що аніматори Crest Animation, індійської анімаційної студії, яка брала участь у проєкті, спочатку висловили бажання включити в серіал “матричні сцени”. Проте успішно переконав прийняти стилістичний підхід, натхненний Disney та японським аніме, узгоджуючи їхнє творче бачення Монстер Бастер Клаб. Визначення цілісного стилю виявилося складним завданням, через різні культурні посилання між Індією та Францією.

## Серії
| Сезон | Серії | Перший показ       | Останній показ         |
| ----- | ----- | ------------------ | ---------------------- |
| 1     | 26    | 2 липня 2008 року  | 8 грудня 2008 року     |
| 2     | 26    | 15 січня 2009 року | 14 листопада 2009 року |

## Персонажі
Кеті Сміт (англ. Cathy Smith) — весела та повна ентузіазму 12-річна дівчинка (700-річна по рапсодіанським міркам) прибулець з планети Рапсодія-7. Вона прибула на Землю зі своїм дідусем, містером Смітом, щоби відновити Клуб винищувачів монстрів. Вона постійно дивується тому, наскільки Земля відрізняється від Рапсодії. У неї є багато надлюдських здібностей, таких як еластичність, телекінез та інші. У своїй людській формі вона має світле волосся та блакитні очі. Її справжня форма являє собою білого гуманоїда з рожевими плямами у якого чотири щупальця замість рук, два щупальця замість ніг, три щупальця на голові (аналогічно волоссю) і довгим пухнастим хвостом. Колір бойового костюма чорно-рожевий.
Кріс (англ. Chris, від Christopher) — винахідливий 12-річний хлопчик і технічний геній команди. У нього індигового кольору волосся та темно-блакитні очі. Він володіє хистом до ґаджетів і часто лишається на базі, щоб надавати розвідувальні звіти, поки решта групи виконує завдання. Має молодшого брата на ім'я Джон. Колір його костюма чорно-блакитний.
Денні (англ. Danny) — запальний 12-річний хлопчик. Часто стає надто самовпевненим та бажає завжди бути першим, але незважаючи на це, він чудовий друг та готовий в любий момент прийти на поміч. Його особливість в тому, що він не втрачає почуття гумору навіть у безнадійних ситуаціях. Денні має світло-коричневе волосся та зелені очі. Також має шрам на лівій блові. Колір бойового костюма чорно-червоний.
Сем (англ. Sam, від Samantha) — розважлива 12-річна дівчинка. Відповідально ставиться до різних завдань. В складних ситуаціях бере на себе лідерство MBC, хоча в Клубі немає керівника і всі члени команди є рівними. В неї темно-коричневе волосся, заплетені в дві косички та світло-карі очі. Колір її костюма чорно-жовтий.